# Charles William Bell
Charles William Bell (ur. 24 kwietnia 1876 w Hamilton, zm. 8 lutego 1938) – kanadyjski polityk Partii Konserwatywnej.

## Działalność polityczna
W okresie od 29 października 1925 do 13 października 1935 reprezentował okręg wyborczy Hamilton West w kanadyjskiej Izbie Gmin.